# Anthony Tuitavake
Pour les articles homonymes, voir Tuitavake.

a Compétitions nationales et continentales officielles uniquement.

b Matchs officiels uniquement.
Dernière mise à jour le 13 décembre 2018.
Anthony Tuitavake, né le 12 février 1982 à Auckland (Nouvelle-Zélande), est un joueur de rugby à XV néo-zélandais évoluant au poste de centre ou d'ailier. Il mesure (1,80 m pour 95 kg).
Il est le frère aîné de l'international tongien Nafi Tuitavake qui évolue avec les Northampton Saints dans le championnat anglais.

## Carrière

### Franchise et province
- Franchises : 
  - Highlanders (2005)
  - Blues (rugby à XV) (2006-2010)
- Province : North Harbour (2001-2009)

Il a débuté avec la province de North Harbour en 2001 et a joué 10 matchs de Super 14 en 2006 et 10 en 2005.

### Clubs
- 2010-2013 : NEC Green Rockets
- 2013-2016 : Montpellier Hérault rugby
- 2016-2018 : Racing 92

### Carrière internationale
Il a joué avec de l'équipe de Nouvelle-Zélande des moins de 19 ans et celle des moins de 21 ans.
Tuitavake a joué trois matchs avec l'équipe réserve de Nouvelle-Zélande (appelée Junior All Blacks) lors de la première édition du IRB Pacific 5 Nations en juin 2006. Il fut le meilleur marqueur d'essais de la compétition.

## Palmarès

### En club
- Nombre de matchs de Super Rugby : 55
- Nombre de matchs avec les provinces : 82
- Vainqueur du IRB Pacific 5 Nations en 2006
- Vainqueur du Challenge Européen en 2016
- Finaliste de la Coupe d'Europe en 2018

### En équipe nationale
- Vainqueur du Tri-nations en 2008.

## Statistiques

### En équipe nationale
Au 24 septembre 2024, Anthony Tuitavake compte six capes avec les All Blacks. Il participe à une édition de Tri-nations en 2008,.
| Année | Compétition | Matchs | Points | Essais |
| ----- | ----------- | ------ | ------ | ------ |
| 2008  | Test matchs | 4      | 5      | 1      |
| 2008  | Tri-nations | 2      | 0      | 0      |
| Total | Total       | 6      | 5      | 1      |